# Donnemarie-Dontilly
Pour les articles homonymes, voir Donnemarie.
Donnemarie-Dontilly est une commune française située dans le département de Seine-et-Marne en région Île-de-France.

## Géographie

### Localisation
Donnemarie-Dontilly est située en Seine-et-Marne, dans le Montois, dans le nord-est de la France, entre Provins et Montereau-Fault-Yonne, à environ 100,6 kilomètres par la route, au sud-est du centre de Paris.
Au nord de Donnemarie se trouve l'extrême limite du plateau de Brie, au sud se trouve la vallée de la Seine et plus spécifiquement, la Bassée. À l'ouest se trouve la forêt domaniale de Villefermoy.

### Communes limitrophes
| Meigneux        |                     | Mons-en-Montois |
| Gurcy-le-Châtel | Donnemarie-Dontilly | Sigy            |
|                 | Égligny             | Vimpelles       |

### Géologie et relief
L'altitude de la commune varie de 68 mètres à 139 mètres pour le point le plus haut, le centre du bourg se situant à environ 80 mètres d'altitude (mairie). Elle est classée en zone de sismicité 1, correspondant à une sismicité très faible.

### Hydrographie

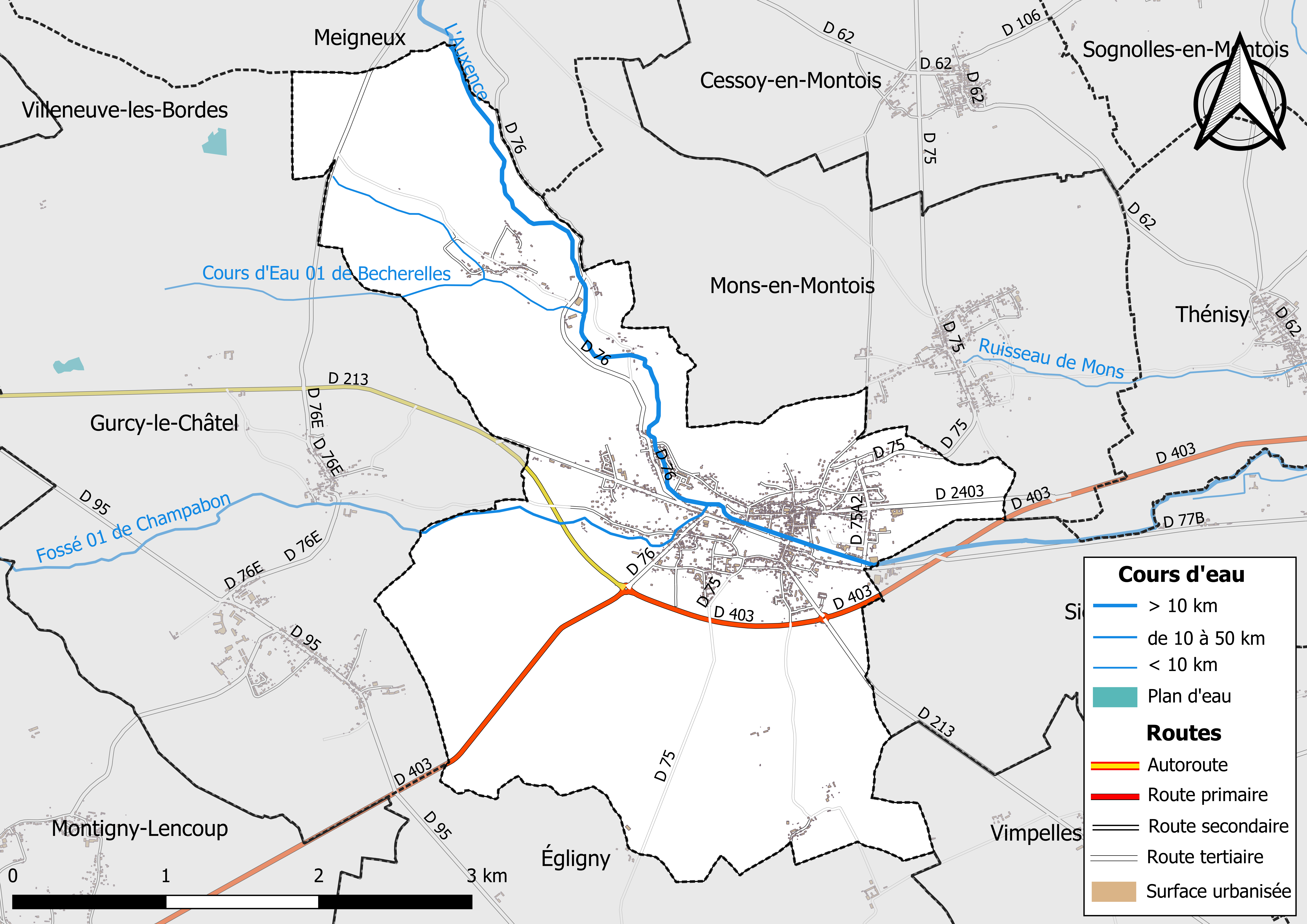
Carte des réseaux hydrographique et routier de Donnemarie-Dontilly.

Le système hydrographique de la commune se compose de quatre cours d'eau référencés :
- la rivière Auxence, 34,18 km[4], affluent en rive droite de la Seine, qui prend sa source à Meigneux et se jette plus loin à Vimpelles dans la Vieille Seine (ancien bras-mort de la Seine) ;
  - le fossé 01 de Champabon, 5,92 km[5] et ;
  - le cours d'eau 01 de Becherelles, 2,85 km[6] qui confluent avec l’Auxence ;
    - le fossé 02 de Becherelles, 1,27 km[7] qui conflue avec le cours d'eau 01 de Becherelles.

Par ailleurs, son territoire est également traversé par l’aqueduc de la Voulzie, alimentant en eau Paris et sa région.
La longueur linéaire globale des cours d'eau sur la commune est de 13,39 km.

### Climat
Pour des articles plus généraux, voir Climat de l'Île-de-France et Climat de Seine-et-Marne.
En 2010, le climat de la commune est de type climat océanique dégradé des plaines du Centre et du Nord, selon une étude du CNRS s'appuyant sur une série de données couvrant la période 1971-2000. En 2020, Météo-France publie une typologie des climats de la France métropolitaine dans laquelle la commune est exposée à un climat océanique altéré et est dans la région climatique Nord-est du bassin Parisien, caractérisée par un ensoleillement médiocre, une pluviométrie moyenne régulièrement répartie au cours de l’année et un hiver froid (3 °C).
Pour la période 1971-2000, la température annuelle moyenne est de 10,6 °C, avec une amplitude thermique annuelle de 15,6 °C. Le cumul annuel moyen de précipitations est de 746 mm, avec 12 jours de précipitations en janvier et 7,9 jours en juillet. Pour la période 1991-2020, la température moyenne annuelle observée sur la station météorologique la plus proche, située sur la commune de La Brosse-Montceaux à 17 km à vol d'oiseau, est de 12,0 °C et le cumul annuel moyen de précipitations est de 652,9 mm,. Pour l'avenir, les paramètres climatiques de la commune estimés pour 2050 selon différents scénarios d'émission de gaz à effet de serre sont consultables sur un site dédié publié par Météo-France en novembre 2022.

### Milieux naturels et biodiversité
Aucun espace naturel présentant un intérêt patrimonial n'est recensé sur la commune dans l'inventaire national du patrimoine naturel,,.

## Urbanisme

### Typologie
Au 1er janvier 2024, Donnemarie-Dontilly est catégorisée bourg rural, selon la nouvelle grille communale de densité à sept niveaux définie par l'Insee en 2022.
Elle appartient à l'unité urbaine de Donnemarie-Dontilly, une agglomération intra-départementale regroupant deux  communes, dont elle est ville-centre,,. Par ailleurs la commune fait partie de l'aire d'attraction de Paris, dont elle est une commune de la couronne,. Cette aire regroupe 1 929 communes,.

### Lieux-dits et écarts
La commune compte 146 lieux-dits administratifs répertoriés consultables ici dont le Plessis-aux-Chats (source : le fichier Fantoir).

### Occupation des sols
En 2018, le territoire de la commune se répartit en 50,4 % de terres arables, 34,6 % de forêts, 14,4 % de zones urbanisées et 0,6 % de zones agricoles hétérogènes,,.

### Logement
En 2016, le nombre total de logements dans la commune était de 1 337 dont 82,6 % de maisons et 17 % d'appartements.
Parmi ces logements, 87,7 % étaient des résidences principales, 4,3 % des résidences secondaires et 8 % des logements vacants.
La part des ménages fiscaux propriétaires de leur résidence principale s'élevait à 73,4 % contre 24,5 % de locataires dont, 7,3 % de logements HLM loués vides (logements sociaux) et, 2,2 % logés gratuitement.

### Voies de communication et transports
Donnemarie-Dontilly était desservie par les rails avec la ligne Sablonnières - Jouy - Bray-sur-Seine des Tramways de Seine-et-Marne jusqu'en 1965.
Le 1er juillet 1950, la société ProCars spécialisée dans le transport par les bus (anciennement Les Cars du Montois) fut créée avec comme première ligne Donnemarie-Nangis. Entre 1990 et 2009, elle fut le centre administratif de la société ProCars. Depuis, il s'agit d'une des principales communes desservies avec Nangis et Provins par la société.
La commune est desservie par les lignes 3213, 3218, 3249 et Express 7 du réseau de bus Provinois - Brie et Seine, ainsi que le service de transport à la demande nommé TàD Montois.

## Toponymie
Donnemarie-en-Montois est rattaché à Dontilly, en 1967, pour former Donnemarie-Dontilly.
Donnemarie est mentionné sous les formes Villa que Donna Maria in Montosis vocatur en 1140 ; Damna Maria 1216 ; Dannemarie vers 1222 ; Apud Dominam Mariam vers 1230 ; Dona Maria et Donna Maria en 1250 ; Donnemarie vers 1265 ; Danemarie en Montois en 1272 ; Dannemarie en la chatelerie de Bray en 1275 ; Donemarie en Montoys en 1344 ; Domna Maria in Montesio en 1361 ; Dannemarie en Montois en 1367 ; Donnemarie en Montoys en 1650 ; Danmarye en Montoys en 1674 ; Donnemarie en l'an IX.

Donnemarie : est un hagiotoponyme caché, du latin domina Maria, « Dame Marie » ou « sainte Marie ».
Dontilly est mentionné sous les formes A. de Dantilleiso en 1144 ; Duntelli en 1159 ; Donteli en 1161 ; G. de Donteilli vers 1172 ; Dontelli vers 1222 ; Dontilliacum en 1241 ; Dontelli en 1250 ; Dondilly en 1371 ; Domptilly au XVIIIe siècle,.

Dontilly :  du latin dominus Tiliacum, « domaine du seigneur Tilius » ou du gallo-romain dunum tiliae, « mont du tilleul ».

## Histoire
À l'origine, Donnemarie-en-Montois et Dontilly étaient deux communes distinctes, séparées l'une de l'autre par l'Auxence. Le 31 juillet 1967, elles furent réunies pour devenir Donnemarie-Dontilly (JO du 8 septembre 1967).

### Moyen Âge
Sous les Francs, une voie de communication est ouverte entre Provins et Montereau-Fault-Yonne, les chefs guerriers de Clovis construisent alors de nombreux châteaux forts le long de l'Auxence (l'eau de celle-ci servant à remplir les fossés), les châteaux de Bescherelles, Sigy, Paroy, Donnemarie, Couture. Quelque temps après, sous le roi Dagobert, les moines obtiennent la concession des terres proches des châteaux forts, ils construisent donc un important couvent et une église près du château de Dom (Donnemarie).
Sous Charlemagne, certains serfs sont affranchis et reçoivent de petites surfaces de terre, à charge pour eux de payer la dîme ; ainsi des maisons et des fermes se construisent aux abords du couvent et du château : le village est né.
En 876, Dom (Donnemarie) est érigée en seigneurie. Le seigneur a ainsi le droit d'armer les hommes affranchis pour défendre la cité. Le château fort de Dom-Tilly et les quelques maisons qui l'entourent vont être construits un peu plus tard. Les deux villages sont alors séparés par des prairies marécageuses et on traverse l'Auxence à gué. En 1110, Dom (Donnemarie) était devenue assez importante et sur la demande de ses habitants, l'église dédiée à la Vierge Marie est nommée église paroissiale, le village devenant ainsi la paroisse de Dom-Marie puis Dame Marie (Donna Maria in Montesio). En 1235, Donnemarie obtient, en même temps que beaucoup de villages du Montois, le statut de commune affranchie.
À Dom-Tilly au XIIIe siècle, le château est transformé en monastère des Récollets (religieux franciscains réformés) et les moines font construire une église dédiée à saint Pierre et saint Paul, dans l'enclos du couvent. Dom-Tilly est promue paroisse le 14 juin 1489.
Dépendant du roi de France, le Montois est assez bien protégé des envahisseurs ; en contrepartie, le peuple doit fournir des hommes pour faire le guet dans les forts et les châteaux. À cette époque, Donnemarie est protégée par une muraille, avec vingt tourelles, entourée de fossés profonds ; seules quatre portes permettent d'entrer dans la cité. Malgré cela « les Anglais ont traversé Donnemarie en 1446 et ont fait de très grands dégâts. »

### Époque contemporaine
En 1775, le 26 septembre, un léger tremblement de terre secoue le Montois ; il est suivi de violents orages et de pluies torrentielles qui inondent la ville ; « trois personnes furent noyées et beaucoup de bestiaux furent perdus. » Le 15 janvier 1790, la France est divisée en départements et en cantons. Donnemarie devient chef-lieu de canton le 30 septembre 1790 ; on y installe également une justice de paix. En 1876, Donnemarie compte 1 031 habitants, Dontilly en compte 792, soit 1 823 pour les deux communes. En 1878, un jumelage des deux communes est tenté, un inventaire très précis est effectué, mais il faudra près d'un siècle pour que l'union se fasse.
Donnemarie était autrefois entourée d'une muraille avec vingt tourelles et seulement quatre portes permettaient d'y pénétrer (Paris, Provins, Melun, Dontilly). De ces quatre portes seule reste conservée celle de Provins, et les deux colonnes de la porte de Paris (rue de la Maladrerie). La porte de Dontilly, la plus importante, fut entièrement détruite durant la Révolution.

### Époque actuelle

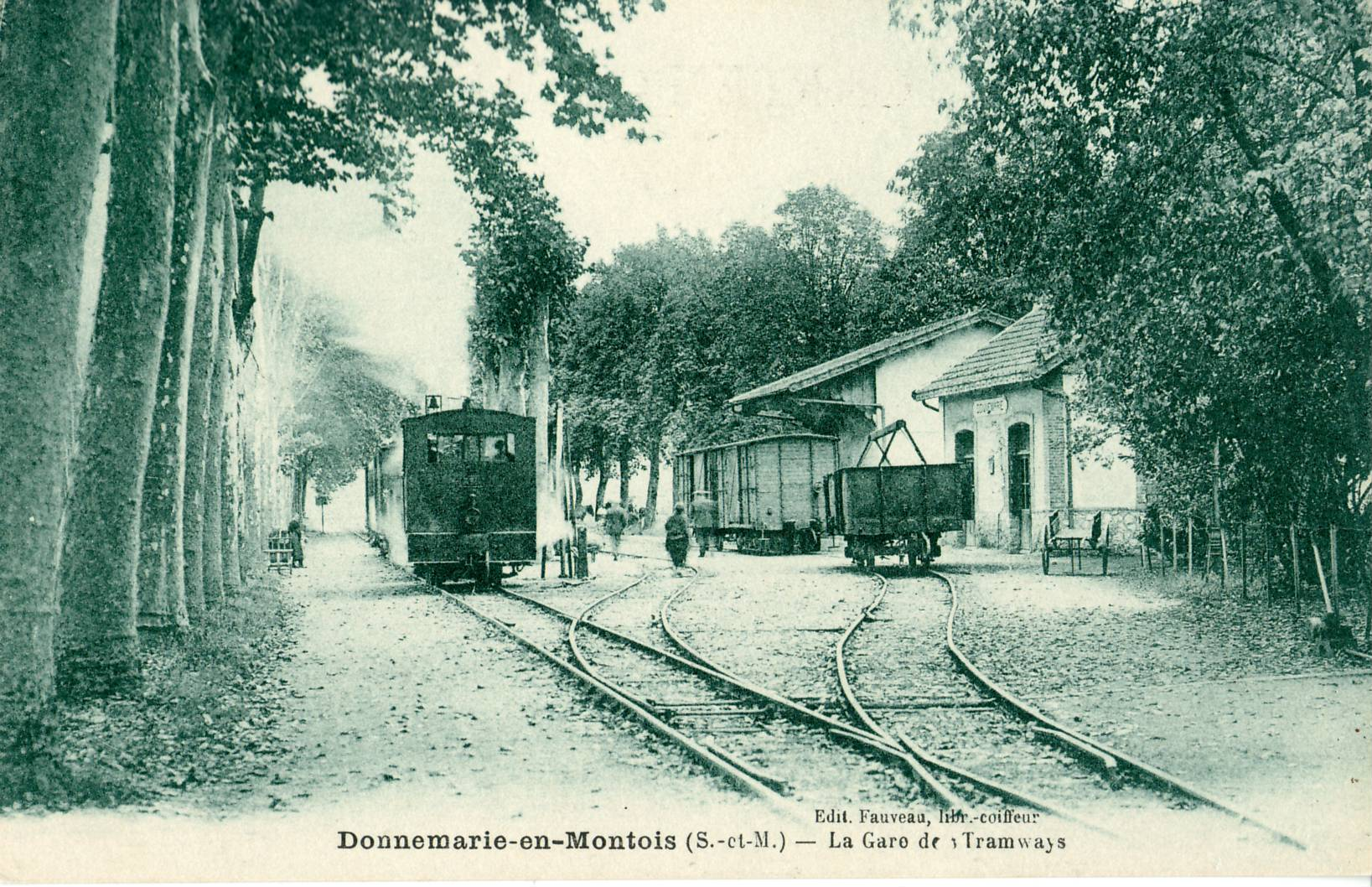
Donnemarie était desservie, de 1904 à 1950, par la ligne de chemin de fer secondaire à voie métrique reliant Jouy-le-Châtel à Bray-sur-Seine, du réseau départemental de Seine-et-Marne exploité par la Société générale des chemins de fer économiques.

Le 25 août 1944, la ville est quadrillée par la division allemande « Das Reich » (responsable du massacre d'Oradour-sur-Glane). Les hommes sont rassemblés dans les écoles et le château. Ils sont gardés prisonniers deux jours jusqu'à ce que les soldats allemands s'enfuient devant l'arrivée des Américains à Montereau-Fault-Yonne. La libération de la ville par les Américains s'effectue le 27 août 1944.
Donnemarie-Dontilly est né le 31 juillet 1967, de la fusion des deux villages, jusqu'alors séparés par l'Auxence, rivière qui était traversée à gué au Moyen Âge.
Actuellement, les remparts, les châteaux, les couvents, les fortifications ont en très grande partie disparu. De nouvelles constructions ont pris leur place et sont venues grossir le village. Le plan de la ville, bien que souvent modifié au fil du temps, comporte toujours de charmantes ruelles et des rues au nom évocateur (rue du Four, rue de la Maladrerie, rue du Moulin-à-Tan…) ; les vestiges architecturaux restent très nombreux au cœur de la cité (églises, cloîtres, portes, porches, puits, four à chaux, etc.).

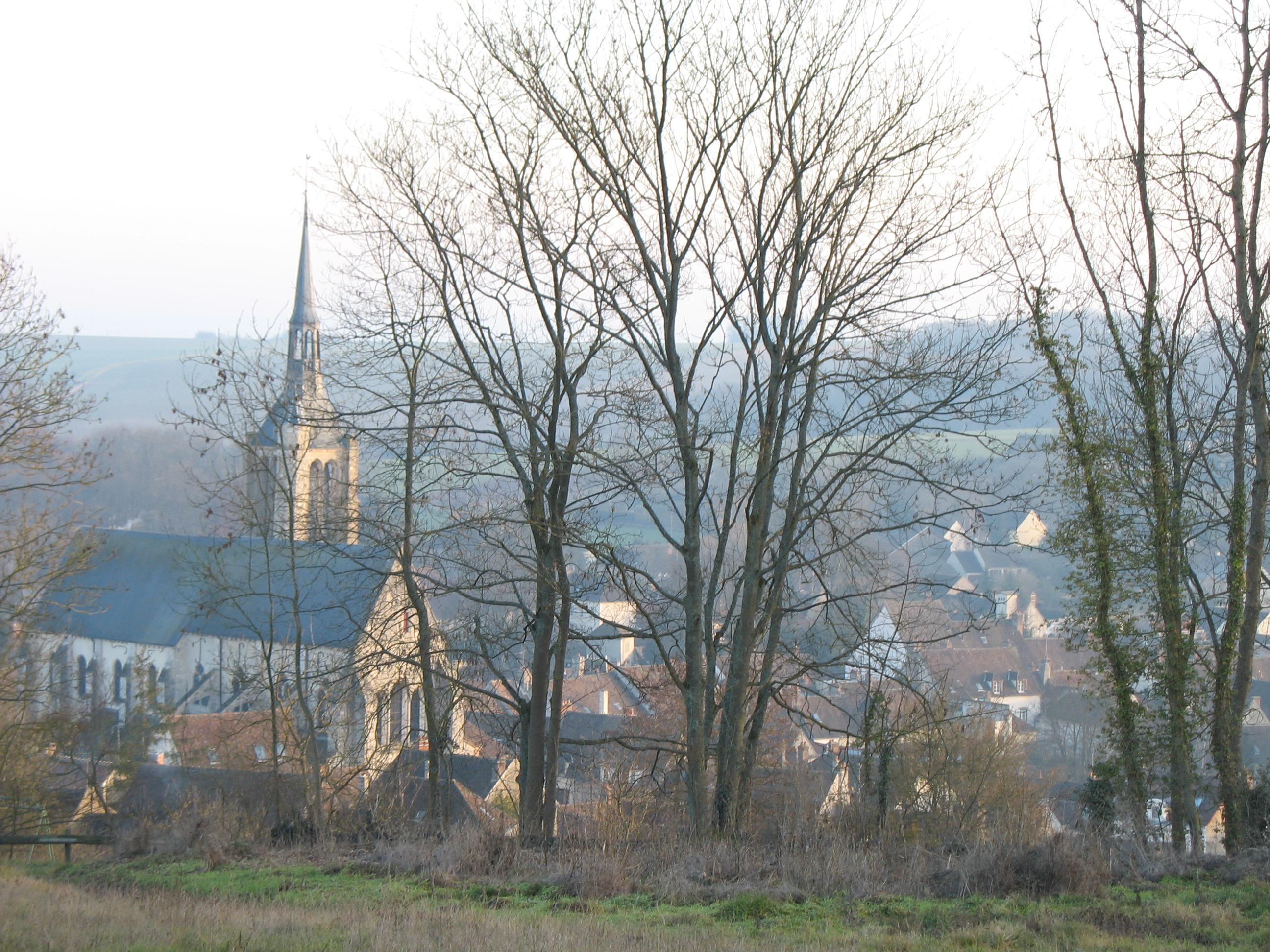
Donnemarie-Dontilly depuis le chemin des Grottes.
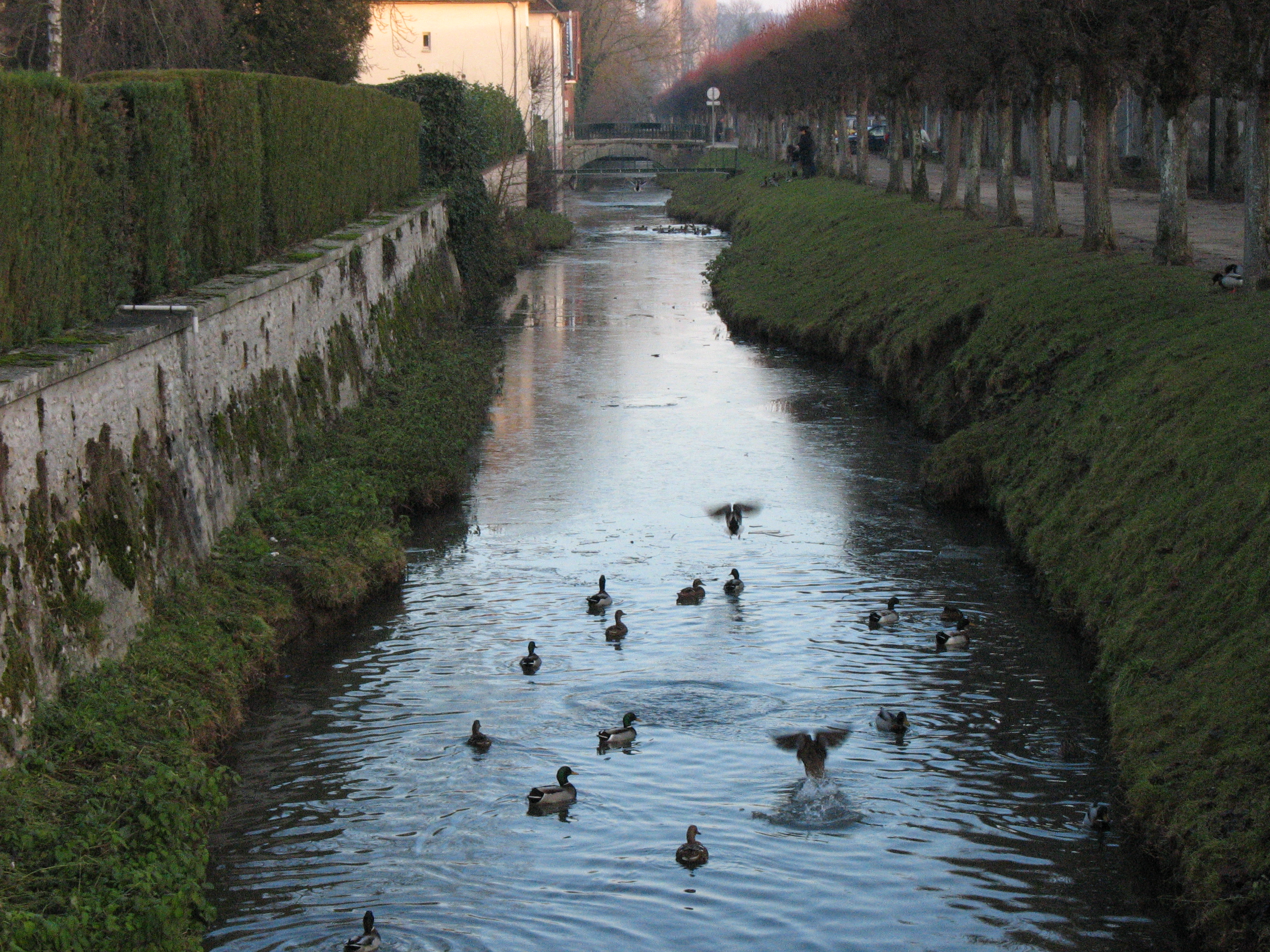
L'Auxence.
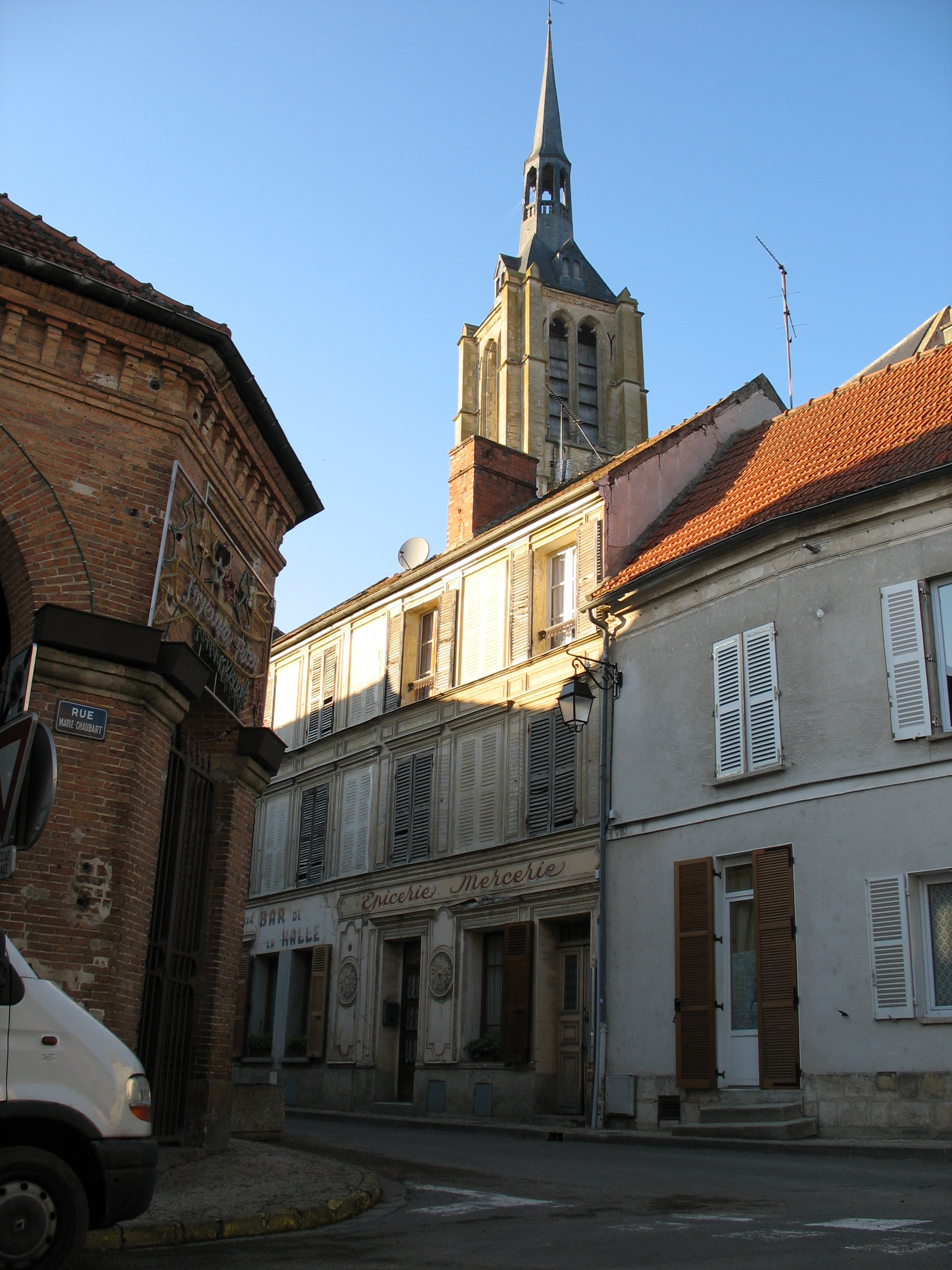
Promenade dans les rues de Donnemarie-Dontilly.
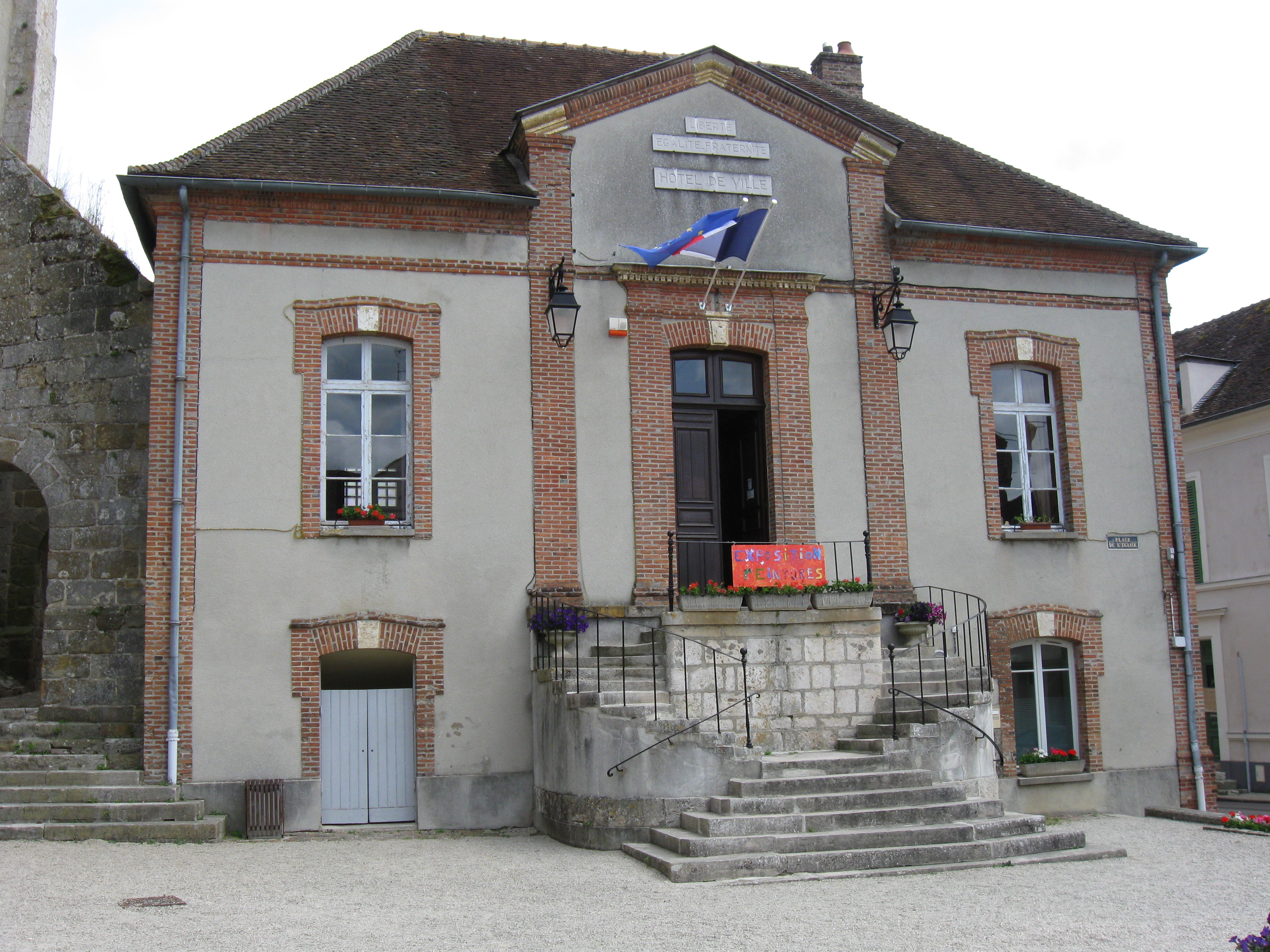
La mairie de Donnemarie-Dontilly.
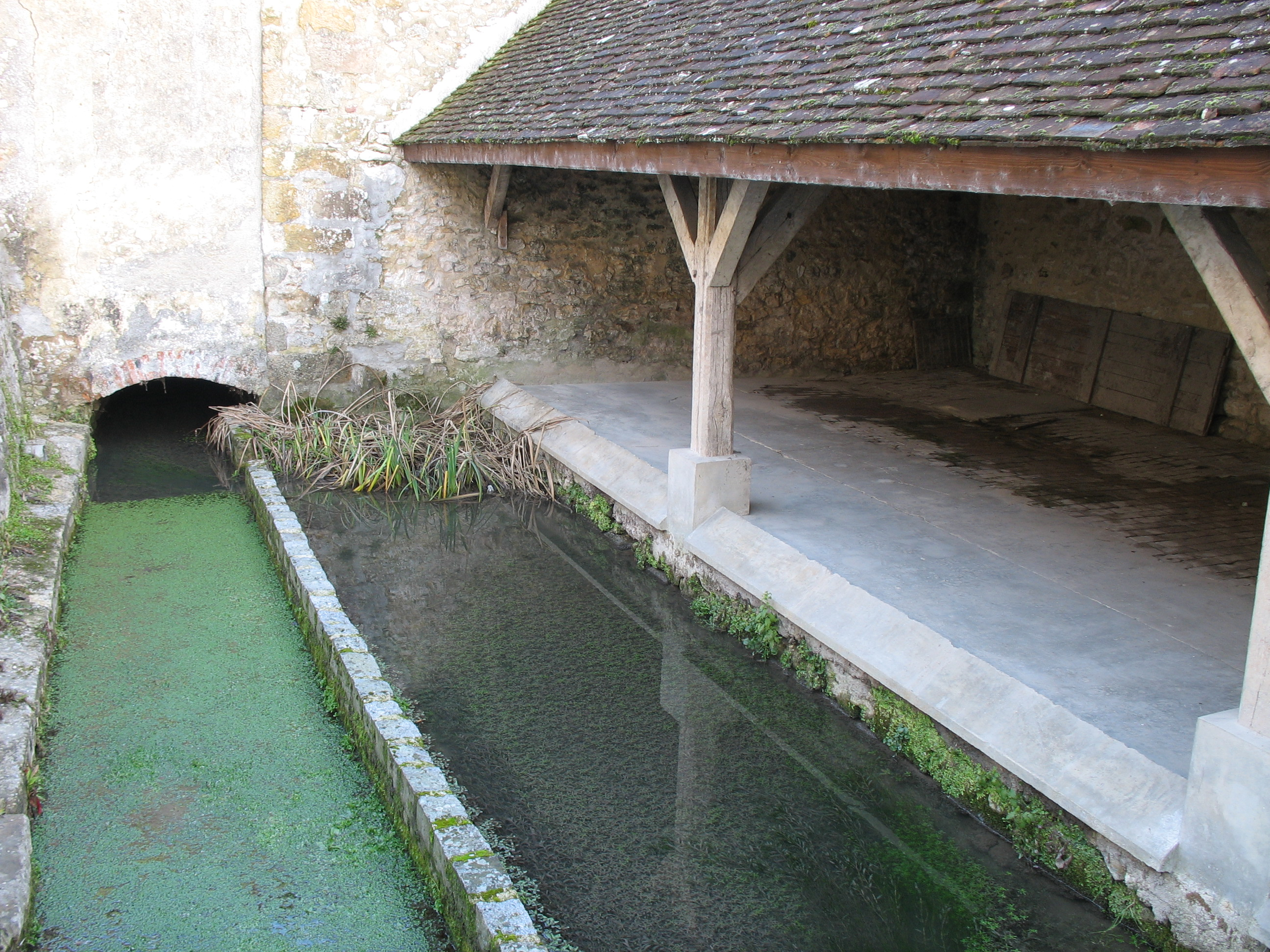
Le lavoir de la rue Cottereau.
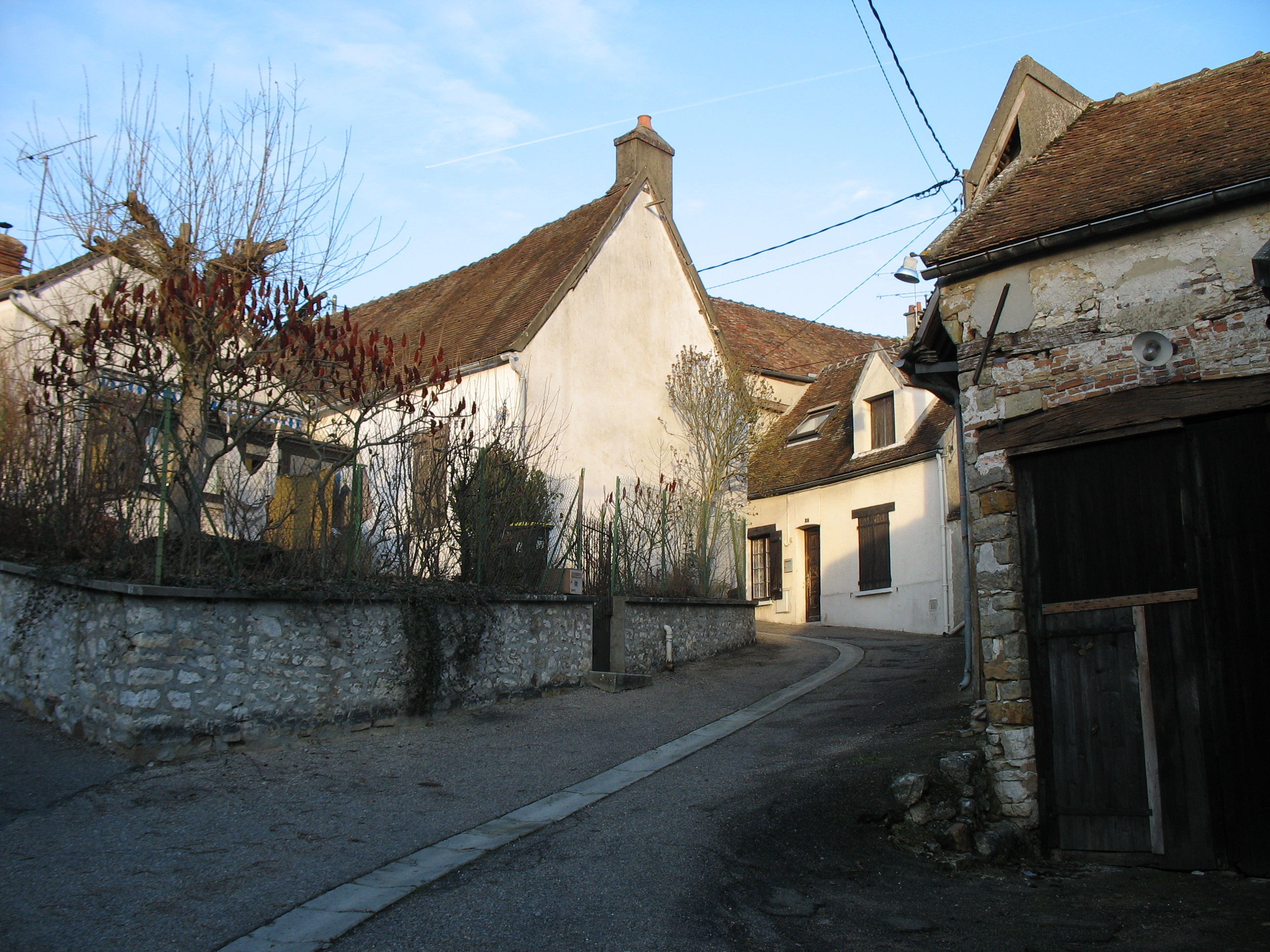
Au hasard des rues de Donnemarie-Dontilly.
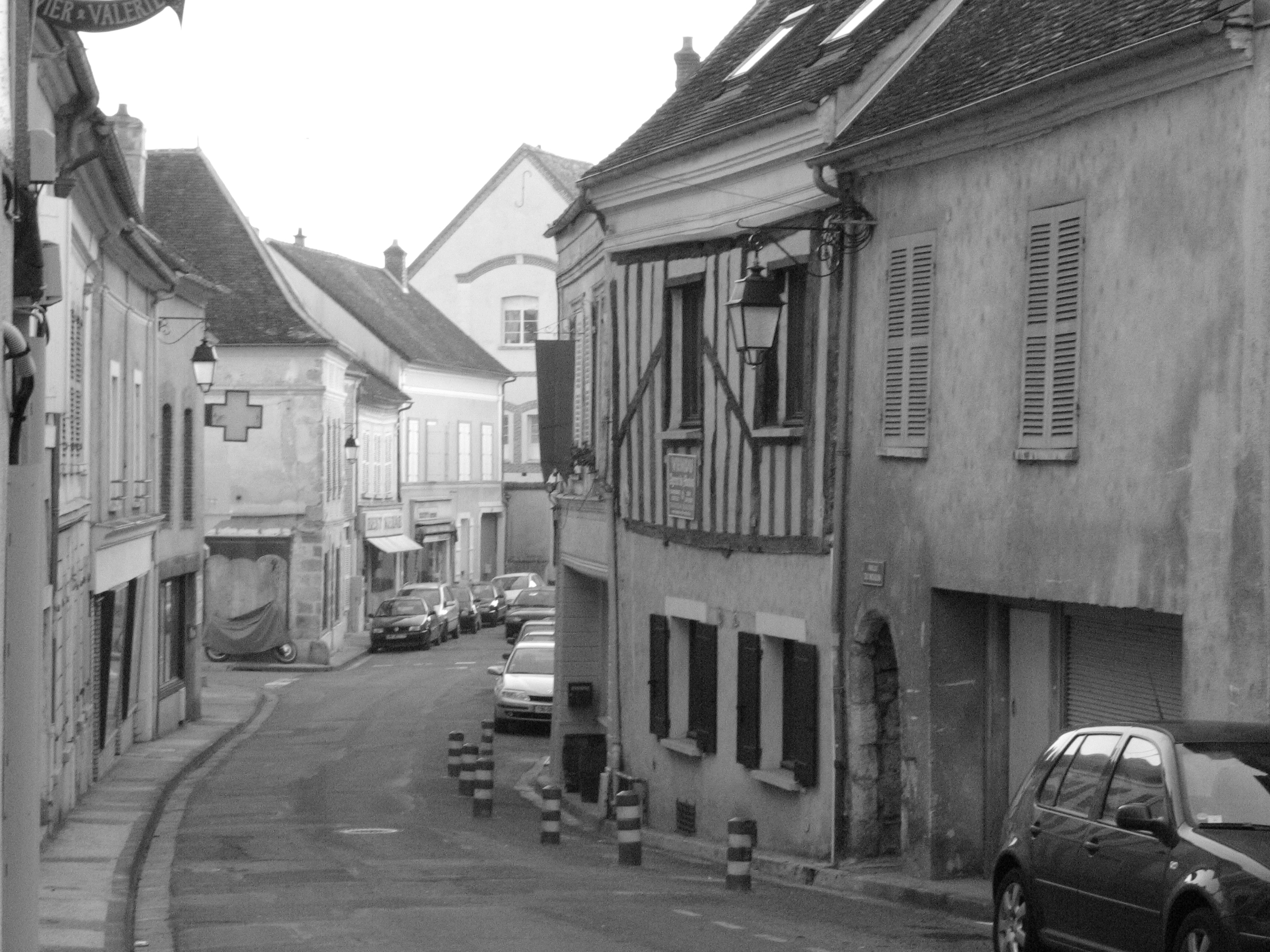
La rue Marie-Chaubart.
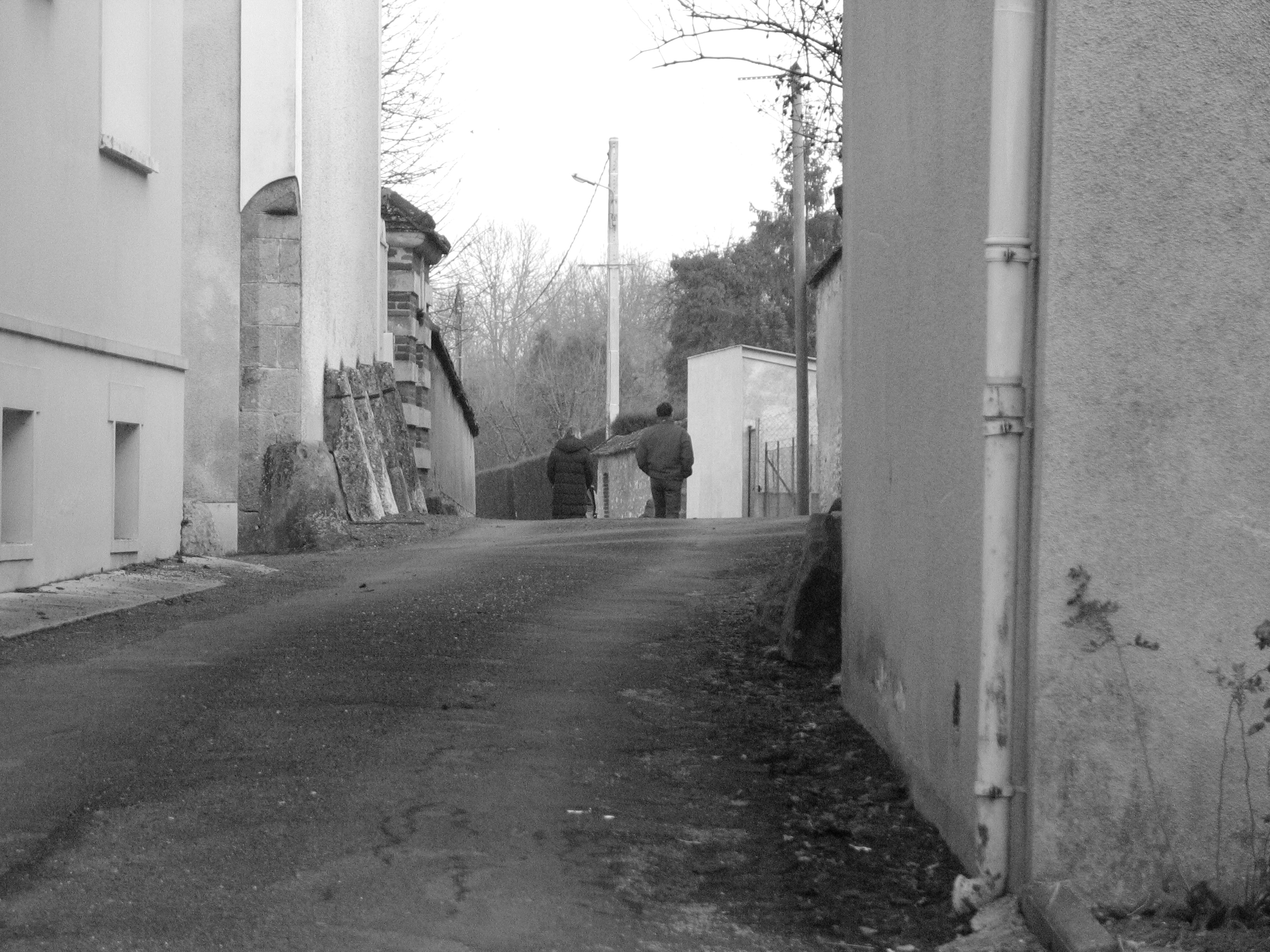
Rue de la Glacière.
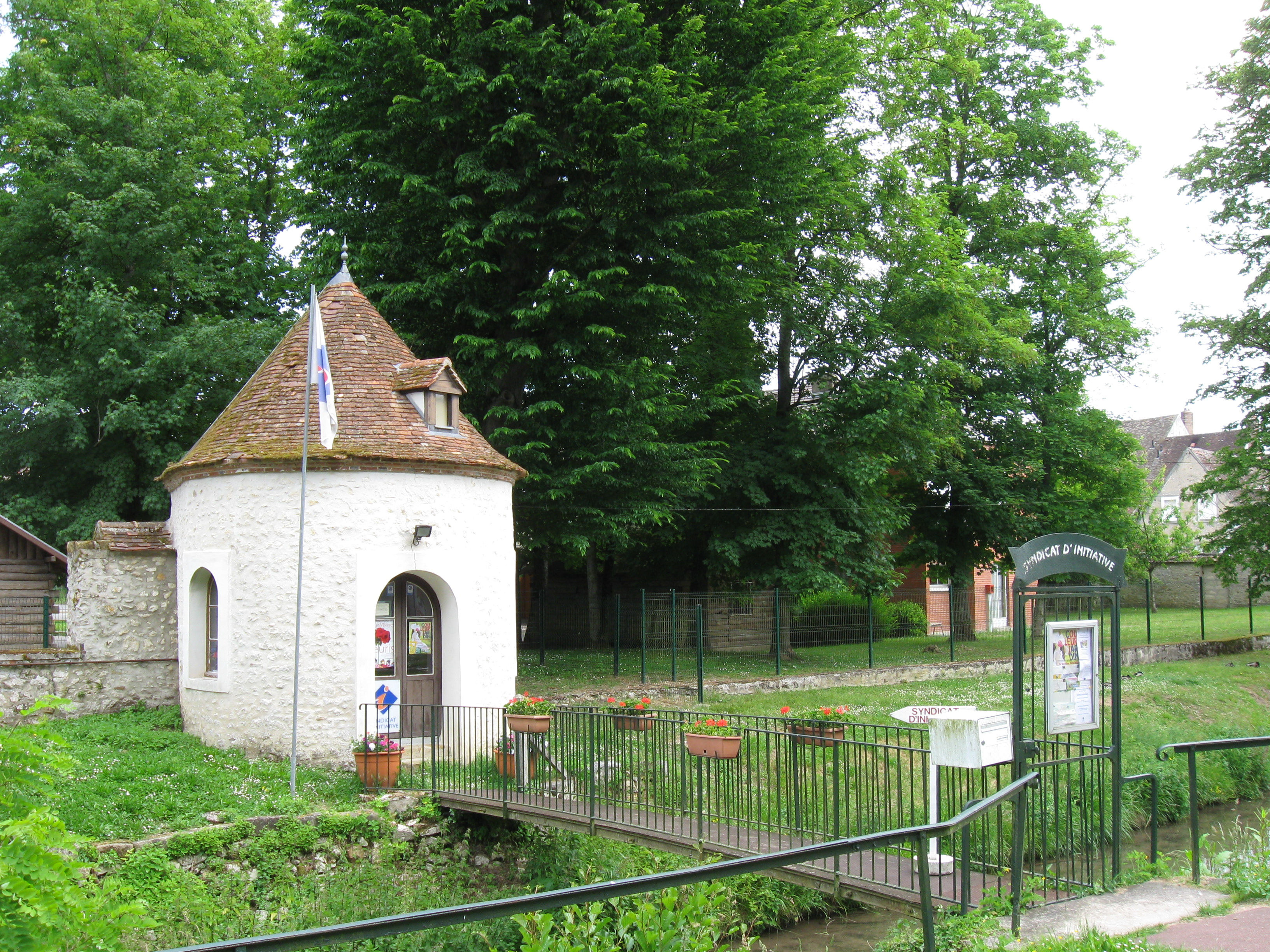
L'office de tourisme.

## Politique et administration

### Liste des maires
| Période                                  | Période   | Identité              | Étiquette | Qualité |
| ---------------------------------------- | --------- | --------------------- | --------- | --- |
| Les données manquantes sont à compléter. |           |                       |           | |
| 1970                                     | 1977      | Charles Presgurvic    | PS        | Médecin généraliste Conseiller général de Donnemarie-Dontilly (1976 → 1979)                                                 |
|                                          |           |                       |           | |
| mars 1983                                | mars 2001 | Gérard Masson         | DVG       | Instituteur et secrétaire de mairie puis directeur d'école Maire honoraire                                                  |
| mars 2001                                | mai 2020  | Serge Rossière-Rollin | PS-DVG    | Inspecteur de l'Éducation nationale Vice-président de la CC Bassée-Montois (2014 → 2020)                                    |
| mai 2020                                 | En cours  | Sandrine Sosinski     | LR        | Professeure d'anglais Conseillère départementale de Provins (2015 → ) 1re vice-présidente de la CC Bassée-Montois (2020 → ) |

Serge Rossière-Rollin et le conseil municipal ont été élus au scrutin du 11 mars 2001 sous l'étiquette « Liste Indépendante d'Union Communale », c'est-à-dire sans appartenance aucune à un quelconque parti politique. Le maire, Serge Rossière-Rollin, est adhérent au Parti socialiste. Les Donnemaritains ont été appelés à revoter après décision du tribunal administratif. La liste élue en 2008 reste indépendante, même si le maire actuel est adhérent au Parti socialiste.
| Période                                  | Période | Identité          | Étiquette | Qualité                                                                               |
| ---------------------------------------- | ------- | ----------------- | --------- | ------------------------------------------------------------------------------------- |
| Les données manquantes sont à compléter. |         |                   |           |                                                                                       |
| 1870                                     | 1871    | Louis Félix Opoix |           | Propriétaire Conseiller général de Donnemarie-en-Montois (1848 → 1870)                |
|                                          |         |                   |           |                                                                                       |
| 1892                                     | 1910    | Paul Rain         | Rad.      | Greffier de justice de paix Conseiller général de Donnemarie-en-Montois (1898 → 1910) |
| 1910                                     | 1924    | Cléophas Lucquin  | Rad.      | Directeur d'école Conseiller général de Donnemarie-en-Montois (1919 → 1934)           |
|                                          |         |                   |           |                                                                                       |
| ca. 1942                                 |         | Joseph Lecointe   |           | Imprimeur à Mons-en-Montois Nommé conseiller départemental en 1943                    |
| 1953                                     | 1965    | André Fromentin   | Rad.      | Conseiller général de Donnemarie-en-Montois (1951 → 1965)                             |

### Administration municipale
Une caserne de gendarmerie a été édifiée avenue du Ralloy, sur un terrain de 4,500 m2 mis à disposition par la commune. Les locaux de service de 177 m2 abritent principalement l’accueil, la salle d’audition, six bureaux, un local d’archives et une chambre de sûreté. Une superficie de 75 m2 est réservée aux locaux techniques. Quant aux logements, 12 appartements familiaux et un studio sont construits.
Cette caserne couvre un territoire comprenant 19 communes (9 800 habitants) : Coutençon, Villeneuve-les-Bordes, Montigny-Lencoup, Gurcy-le-Châtel, Donnemarie-Dontilly, Meigneux, Lizines, Sognolles-en-Montois, Thénisy, Paroy, Mons-en-Montois, Cessoy-en-Montois, Sigy, Luisetaines, Châtenay-sur-Seine, Égligny, Vimpelles, Jutigny et Savins.

## Population et société

### Démographie
L'évolution du nombre d'habitants est connue à travers les recensements de la population effectués dans la commune depuis 1793. Pour les communes de moins de 10 000 habitants, une enquête de recensement portant sur toute la population est réalisée tous les cinq ans, les populations de référence des années intermédiaires étant quant à elles estimées par interpolation ou extrapolation. Pour la commune, le premier recensement exhaustif entrant dans le cadre du nouveau dispositif a été réalisé en 2008.

En 2022, la commune comptait 2 726 habitants, en évolution de −5,18 % par rapport à 2016 (Seine-et-Marne : +3,92 %, France hors Mayotte : +2,11 %).
| 1793  | 1800  | 1806  | 1821  | 1831  | 1836  | 1841  | 1846  | 1851  |
| ----- | ----- | ----- | ----- | ----- | ----- | ----- | ----- | ----- |
| 1 050 | 1 133 | 1 020 | 1 078 | 1 052 | 1 160 | 1 299 | 1 133 | 1 132 |

| 1856  | 1861  | 1866  | 1872  | 1876  | 1881  | 1886  | 1891 | 1896 |
| ----- | ----- | ----- | ----- | ----- | ----- | ----- | ---- | ---- |
| 1 108 | 1 145 | 1 113 | 1 010 | 1 031 | 1 037 | 1 017 | 991  | 972  |

| 1901 | 1906 | 1911 | 1921 | 1926 | 1931 | 1936 | 1946 | 1954 |
| ---- | ---- | ---- | ---- | ---- | ---- | ---- | ---- | ---- |
| 952  | 889  | 851  | 746  | 817  | 848  | 877  | 867  | 864  |

| 1962 | 1968  | 1975  | 1982  | 1990  | 1999  | 2006  | 2008  | 2013  |
| ---- | ----- | ----- | ----- | ----- | ----- | ----- | ----- | ----- |
| 963  | 1 668 | 1 809 | 1 845 | 2 295 | 2 628 | 2 744 | 2 776 | 2 913 |

| 2018  | 2022  | - | - | - | - | - | - | - |
| ----- | ----- | - | - | - | - | - | - | - |
| 2 790 | 2 726 | - | - | - | - | - | - | - |

### Médias
En 1988, le tournage de Roselyne et les Lions, film de Jean-Jacques Beineix, est effectué avec Isabelle Pasco et Philippe Clévenot, ainsi que la participation du cirque Zorglo (le chapiteau sur la place des Jeux).

## Économie

### Revenus de la population et fiscalité
En 2018, le nombre de ménages fiscaux de la commune était de 1 144 (dont 52 % imposés), représentant 2 749 personnes et la  médiane du revenu disponible par unité de consommation  de 21 860 euros, le 1er décile étant de 13 450 euros avec un rapport interdécile de 2,5.

### Emploi
En 2018, le nombre total d’emplois dans la zone était de 612, occupant 1 115 actifs  résidants (dont 18,9 % dans la commune de résidence et 81,1 % dans une commune autre que la commune de résidence).
Le taux d'activité de la population (actifs ayant un emploi) âgée de 15 à 64 ans s'élevait à 65,3 % contre un taux de chômage de 9 %.
Les 25,7 % d’inactifs se répartissent de la façon suivante : 9,6 % d’étudiants et stagiaires non rémunérés, 6,9 % de retraités ou préretraités et 9,2 % pour les autres inactifs.

### Secteurs d'activité

#### Entreprises et commerces
Au 31 décembre 2019, le nombre d’unités légales et d’établissements (activités marchandes hors agriculture) par secteur d'activité était de 167 dont 7 dans l’industrie manufacturière, industries extractives et autres, 32 dans la construction, 41 dans le commerce de gros et de détail, transports, hébergement et restauration, 3 dans l’Information et communication, 2 dans les activités financières et d'assurance, 5 dans les activités immobilières, 30 dans les activités spécialisées, scientifiques et techniques et activités de services administratifs et de soutien, 31 dans l’administration publique, enseignement, santé humaine et action sociale et 16 étaient relatifs aux autres activités de services.
Il existe, à Donnemarie-Dontilly, plusieurs commerces, dont un Casino et une grande surface spécialisée dans le bricolage.
En 2020, 28 entreprises ont été créées sur le territoire de la commune, dont 25 individuelles.
Au 1er janvier 2021, la commune ne disposait pas d’hôtel et de terrain de camping.
Le 1er Aout 2023, le dépôt de cars de Procars fut cédé a Ile de France Mobilité.

## Culture locale et patrimoine

### Lieux et monuments
L'ensemble paroissial de Donnemarie-Dontilly est l'un des mieux conservés d'Île-de-France.
L'église Saint-Pierre-et-Saint-Paul de Dontilly (classée Monument historique) restaurée à la fin du XVe siècle, possède certains éléments, comme la base du clocher-porche, datant des XIe et XIIe siècles.
L'église Notre-Dame-de-la-Nativité (classée Monument historique depuis 1846) a été construite par les moines de Tours. Les parties les plus anciennes sont le clocher roman et le tympan du portail sud dédié à la Sainte Vierge également de facture romane du XIIe siècle.
On pénètre dans l'enclos par une belle porte Renaissance. La galerie du cloître (classée Monument historique en 1921) avec sa charpente chevillée en bois de châtaignier, qui conduit à la petite chapelle funéraire Sainte-Quinette a été rapportée ; elle date du XVe ou XVIe siècle. Sur l'emplacement de cet ancien cimetière désaffecté en 1832 et ainsi délimité, un jardin médiéval a été créé récemment.

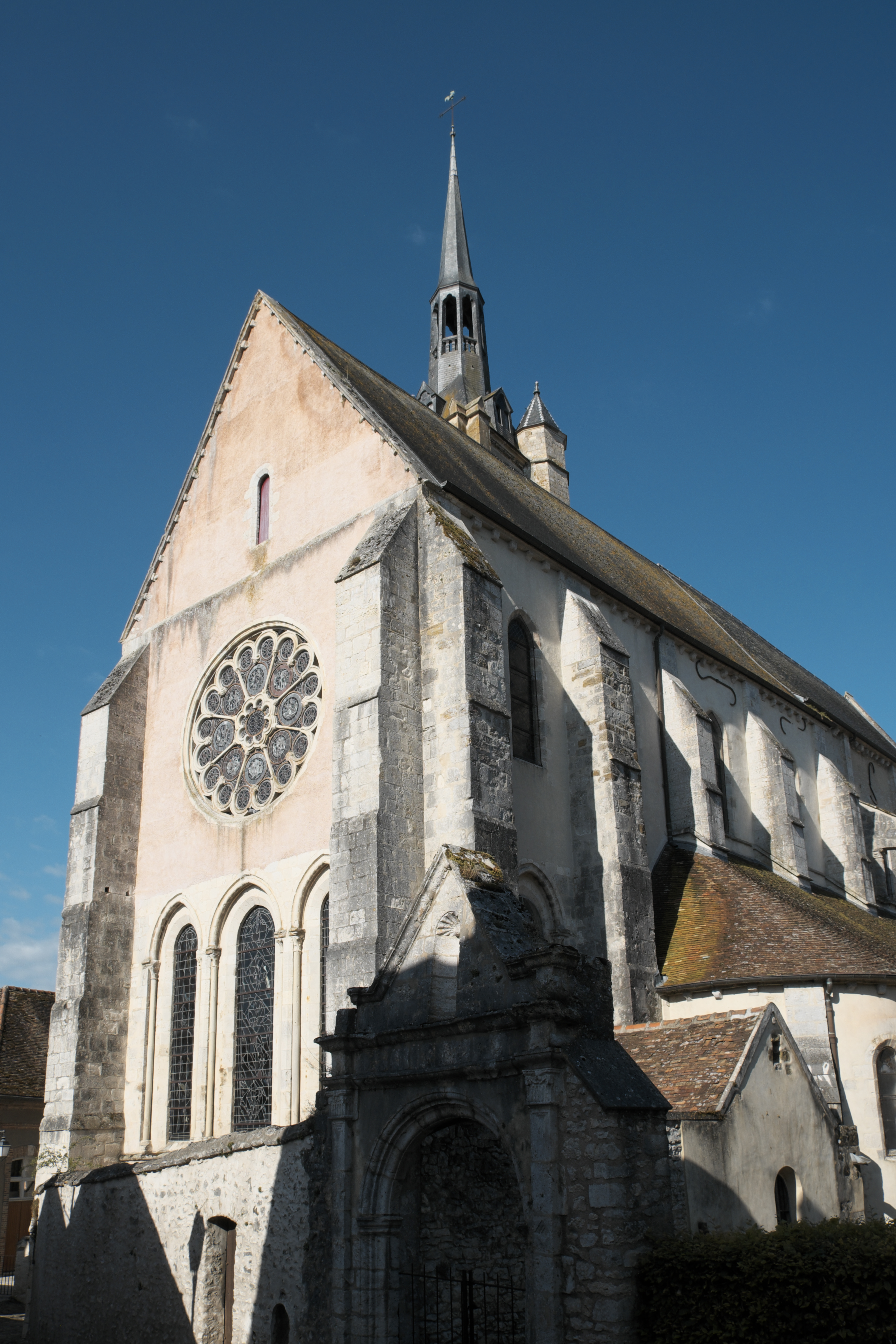
Église Notre-Dame de Donnemarie.
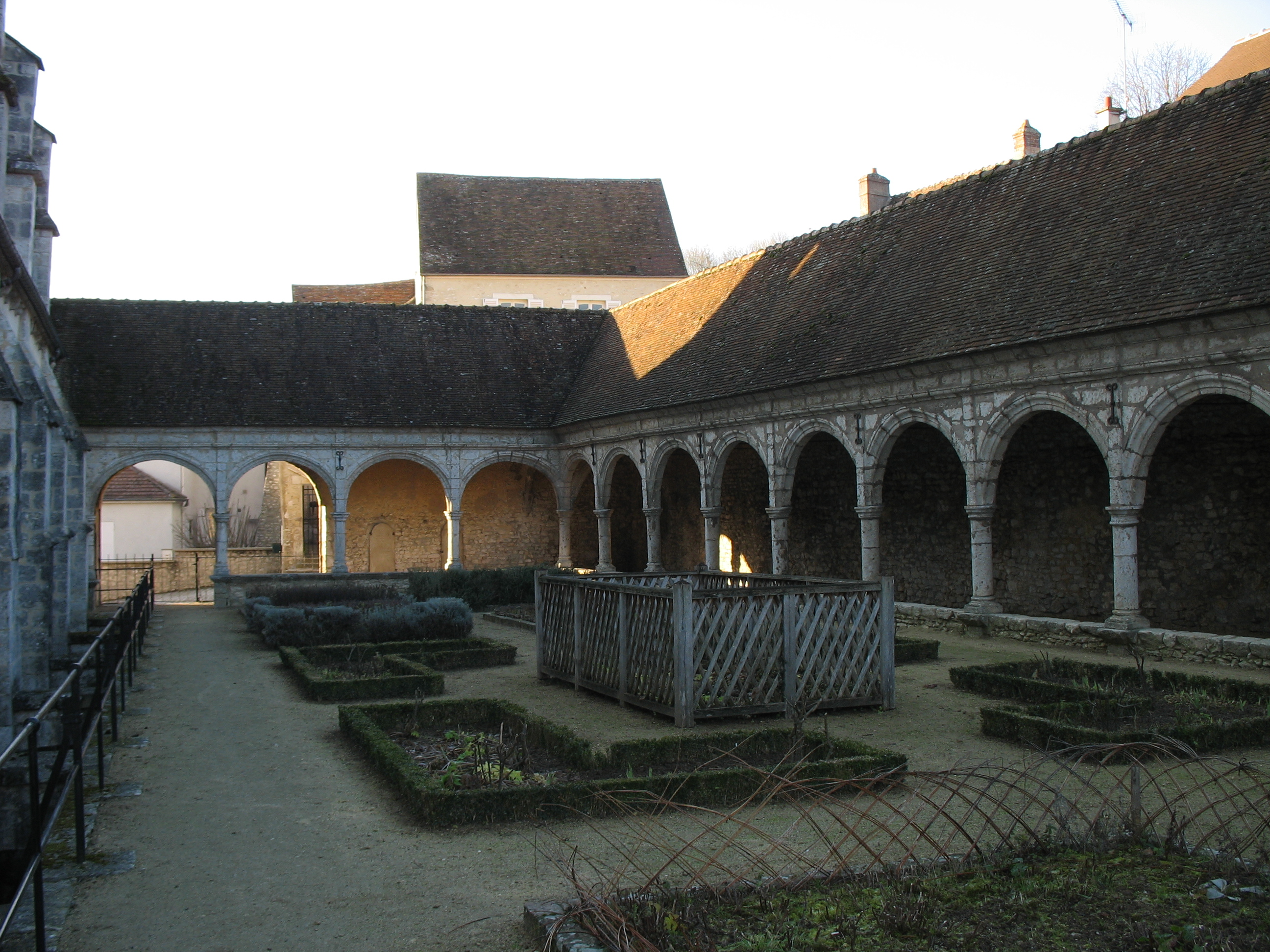
Cloitre de l'église Notre-Dame.
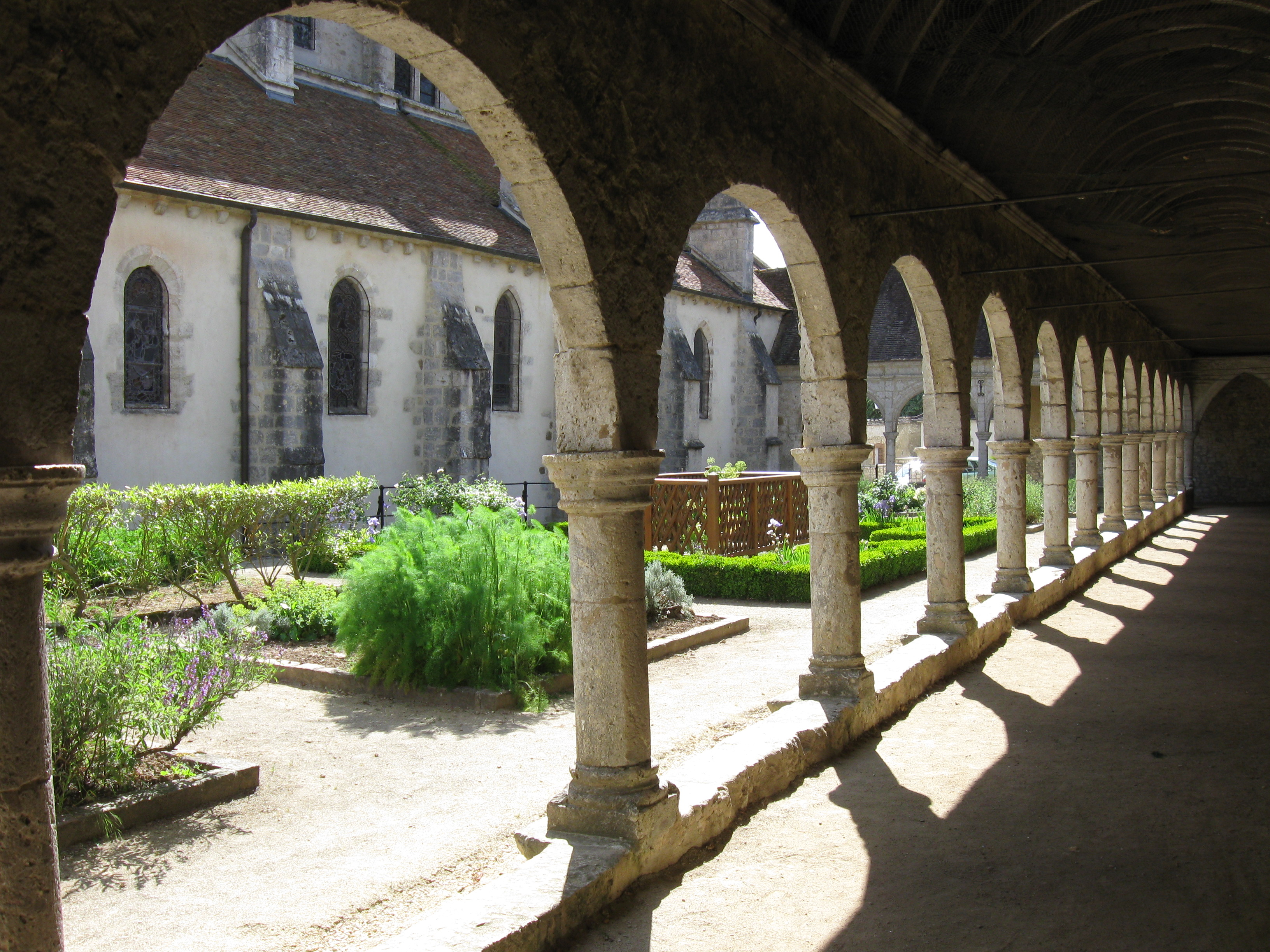
Jardin médiéval du cloitre de l'église Notre-Dame.
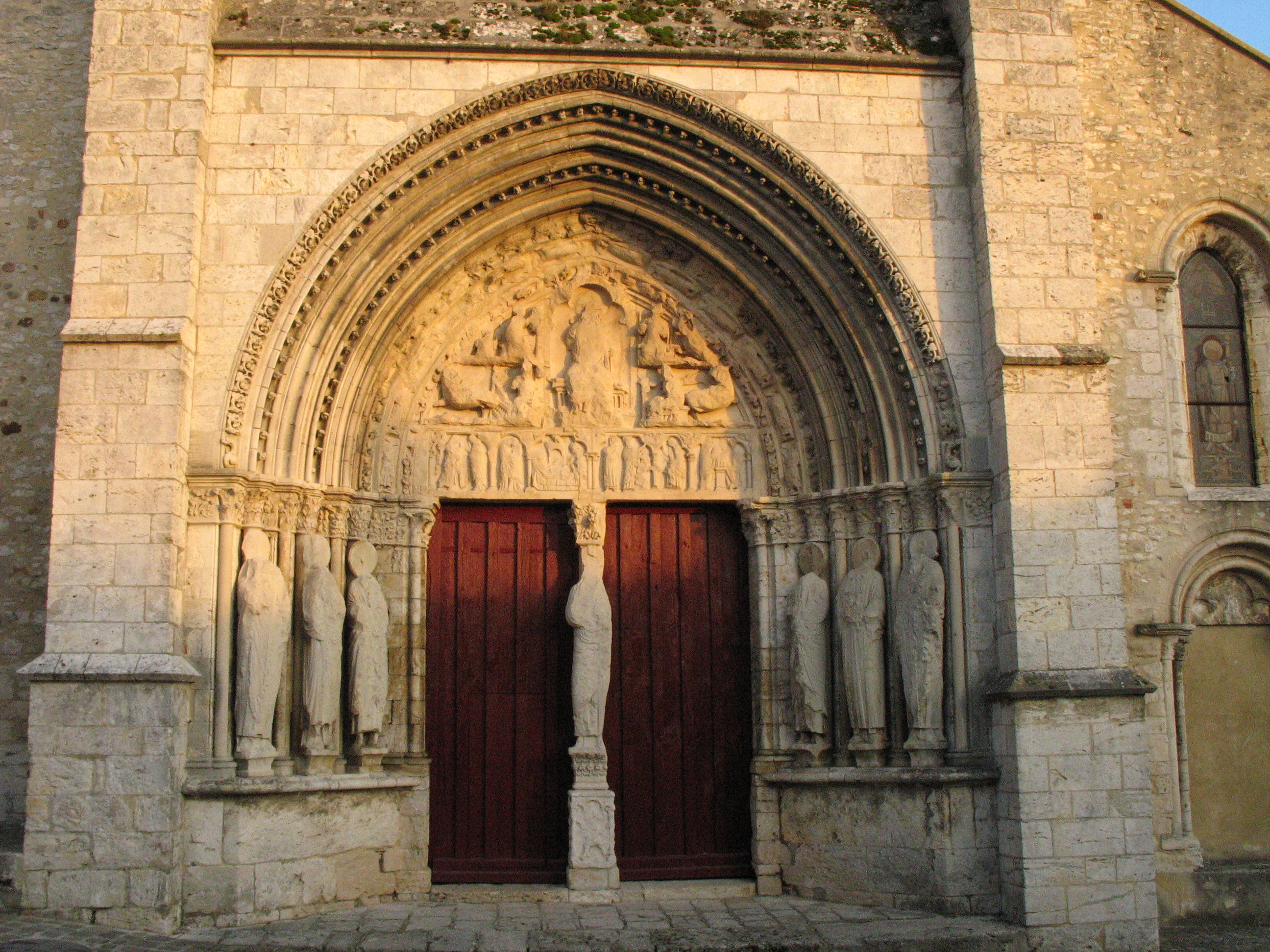
Détail du portail de l'église Notre-Dame de Donnemarie.
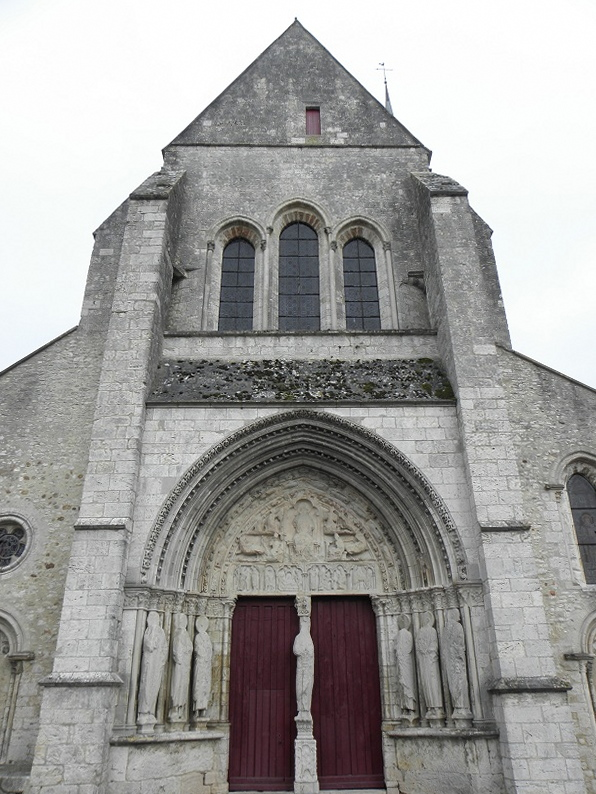
Façade occidentale de l'église Notre-Dame de Donnemarie.
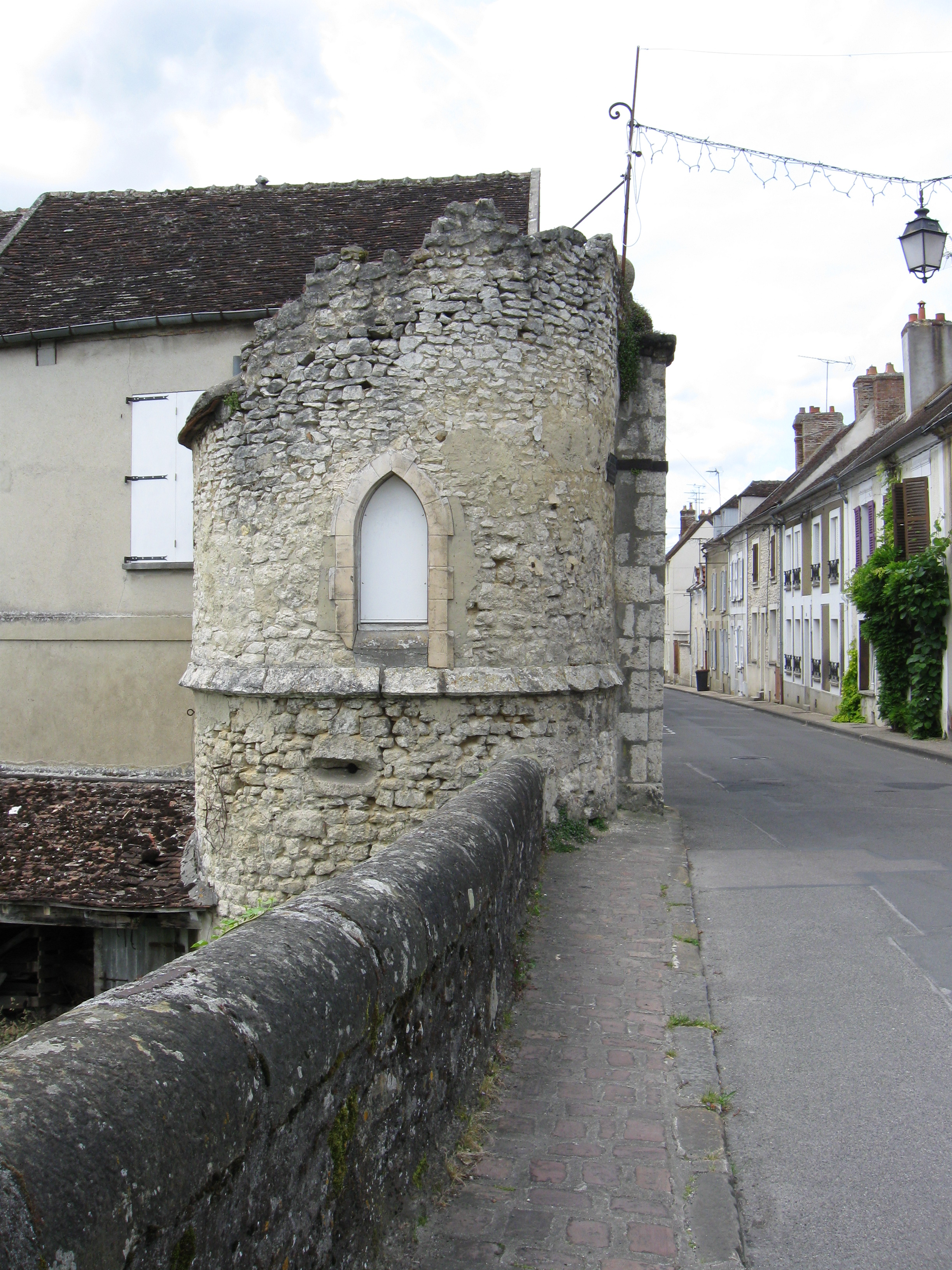
Anciens remparts.
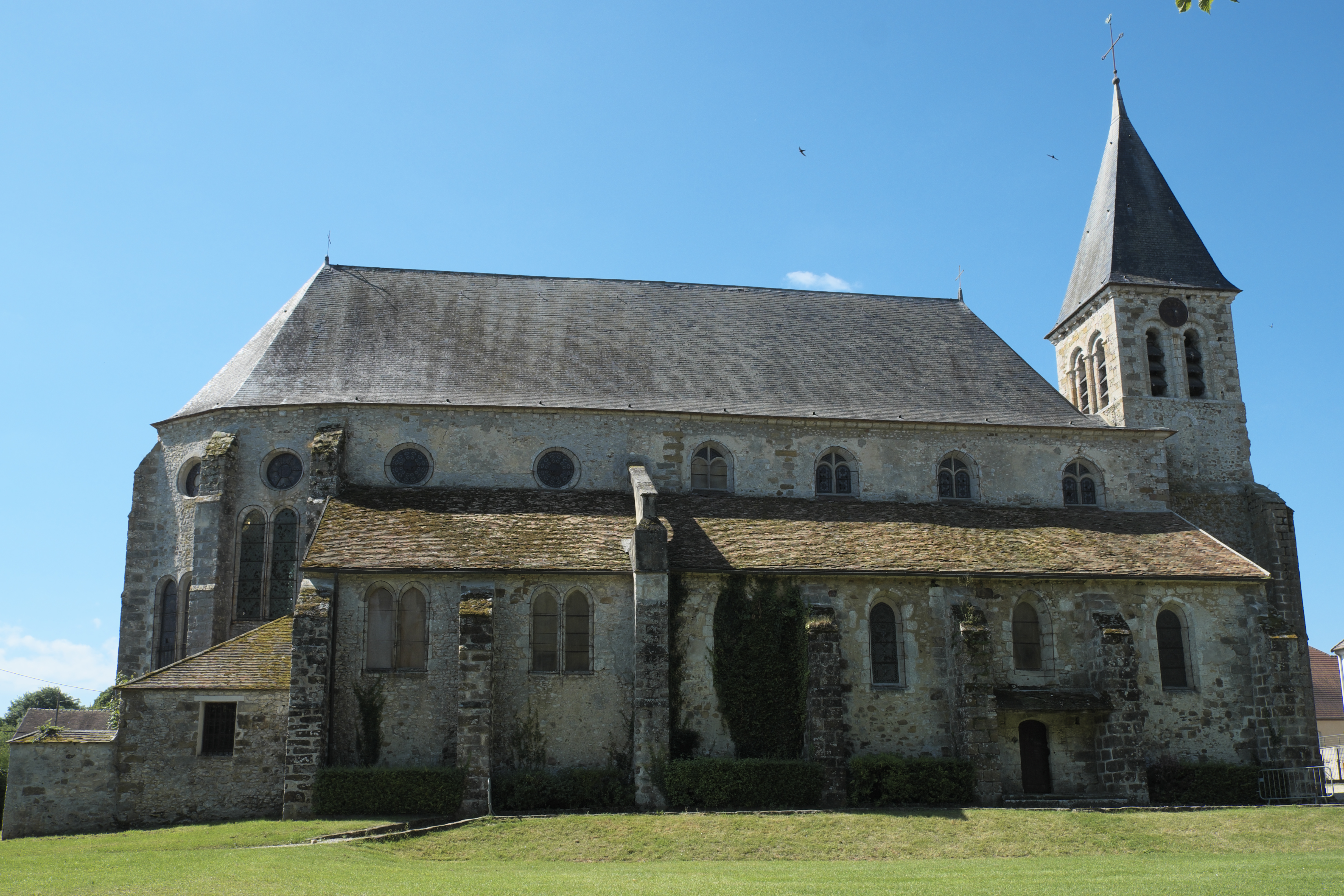
Église de Dontilly - XIe siècle.
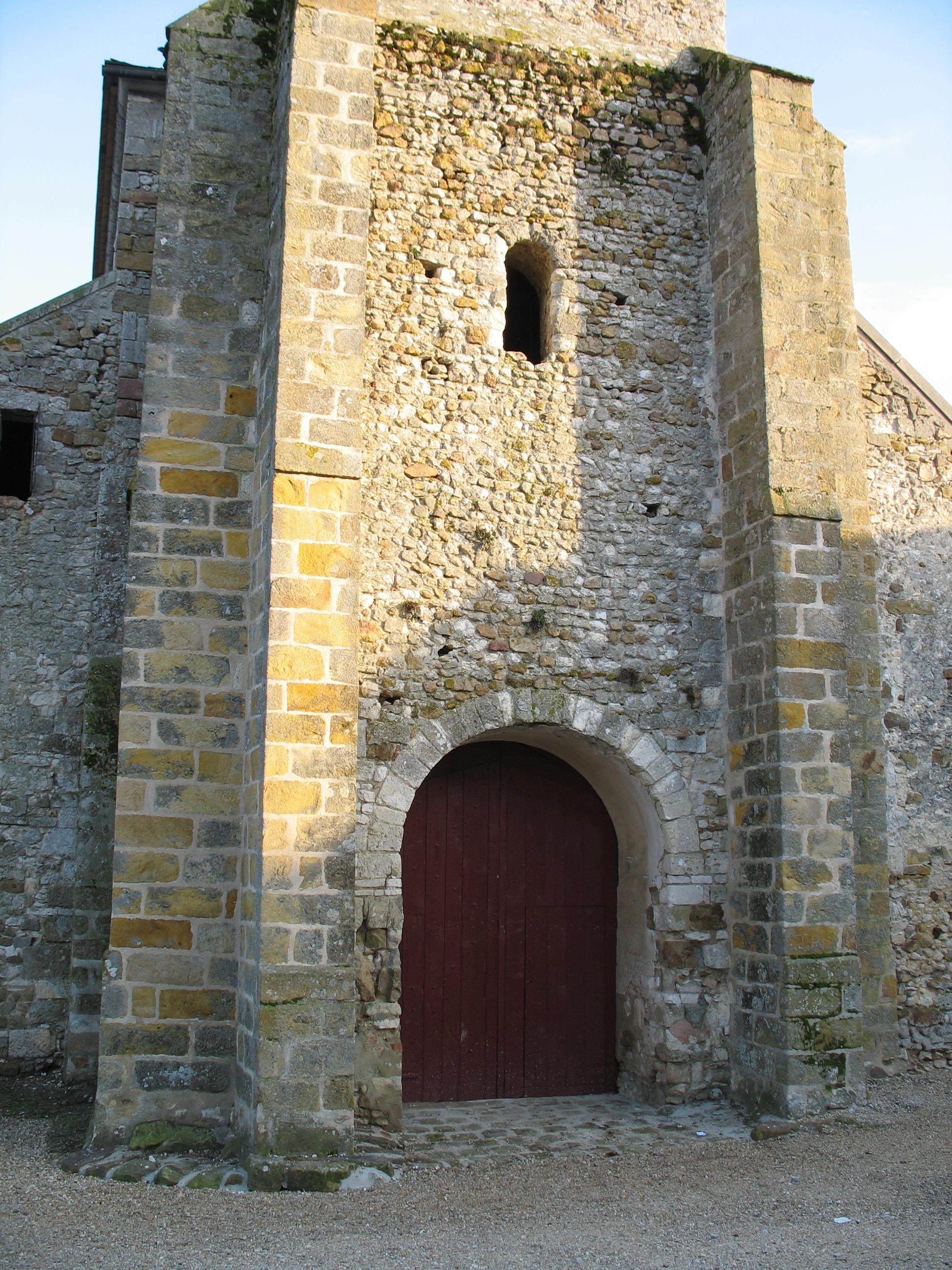
Porche de l'église de Dontilly.

### Personnalités liées à la commune
- Le pape de Donnemarie : Vers 1210 naît Simon, fils de Jean de Brion, grand Maire de Donnemarie. Chancelier de France. Il est nommé cardinal de Sainte-Cécile par Urbain IV. Il est élu pape le 22 février 1281 sous le nom de Martin IV. Ce pape, qui ne règnera que quatre ans, préparera la canonisation de Louis IX (Saint-Louis). Il meurt le 28 mars 1285. Ces armes représentaient des lis, il fut également chanoine et trésorier de Saint-Martin-de-Tours. Sa devise était : Ex telenio Liliacaei Martini (Du trésor de Martin des Lys).
- I. Chipault : Ce personnage est un poète du XVIe siècle, dont le seul exemplaire connu des œuvres contient dans le titre la mention « par I. Alphutic, de Merandonie en tomnois », anagramme de « I. Chipault de Donnemarie en Montois »[62].
- Théodore-Pierre Bertin : Né à Provins, le 2 novembre 1751. Fils de Louis Bertin, avocat au Parlement et de Louise Mitantier. Il donna des cours d'anglais à Paris et fit des traductions, puis fut employé aux Fermes générales. Il séjourna en Angleterre et, à son retour en France, publia en 1792 une traduction en français de la méthode sténographique de Taylor. En janvier 1793, il quitta Paris et séjourna quelque temps à Donnemarie à partir de septembre 1793. À Paris, il recueillit pour les journaux les discours des assemblées révolutionnaires. Il possédait une librairie où il faisait aussi le commerce des médailles. À la Restauration (avril 1814), il organisa un service de sténographie pour les Chambres, puis reprit un emploi dans l'administration des droits réunis. Il avait aussi un esprit inventif et déposa des brevets (la lampe « docimastique », ancêtre de la lampe à souder d'autrefois). Il est mort à Paris le 25 janvier 1819.
- Gérard Presgurvic : Né le 20 juin 1953 à Dontilly. Musicien et auteur-compositeur-interprète français.

### Héraldique
| Blason de Donnemarie-Dontilly | Les armes de Donnemarie-Dontillyse blasonnent ainsi : D'azur à deux clefs d'or passées en sautoir. |

### Événements
Au mois d'octobre 1567, « (N…) Pinot, grand maire de Donnemarie, gendre du procureur du roi Jehan de Ville, s’étant arrêté au village de Vineuf-lez-Courlons (probablement Vinneuf), avec les soldats de la compagnie qu'il levait par commission du roi, est assailli pendant la nuit par une troupe de la garnison protestante de Montereau ; les assaillants commandés par un guidon de Donnemarie nommé Neveu, dont il avait tué le père, le massacrent, ainsi que plusieurs de ses gens. Le grand-père de (N…) Pinot, tanneur, avait pris à ferme la seigneurie du Donnemarie, appartenant aux chanoines de Tours, et avait amassé de grands biens ; son père, puissant par ses richesses, se qualifiait de roi de Brie ; lui-même tranchait du gentilhomme ; mais le meurtre de Nicolas Neveu, son cousin, qui lui avanit enlevé la ferme des revenus du chapitre de Tours le plongea dans de grands embarras. Après sa mort, sa femme se livra à son frère et a de lui un enfant.
Les deux paillards incestueux confessèrent avoir esté incitez à commettre ceste paillardise par la lecture des livres de la Bible traduitte en françoys par les huguenotz, et par la liberté de la prétendue religion huguenoticque de laquelle tous deux faisaient profession. »
In Mémoires de Claude Haton – contenant le récit des événements accomplis de 1553 à 1582, principalement dans la Champagne et la Brie, de Claude Haton, publiés par Louis Félix Bourquelot, tome I, Paris, Imprimerie impériale, 1877.